# Bony dels Roures
El Bony dels Roures és un petit cim dins del terme municipal de la Vall de Boí, a l'Alta Ribagorça; i dins la zona perifèrica del Parc Nacional d'Aigüestortes i Estany de Sant Maurici.

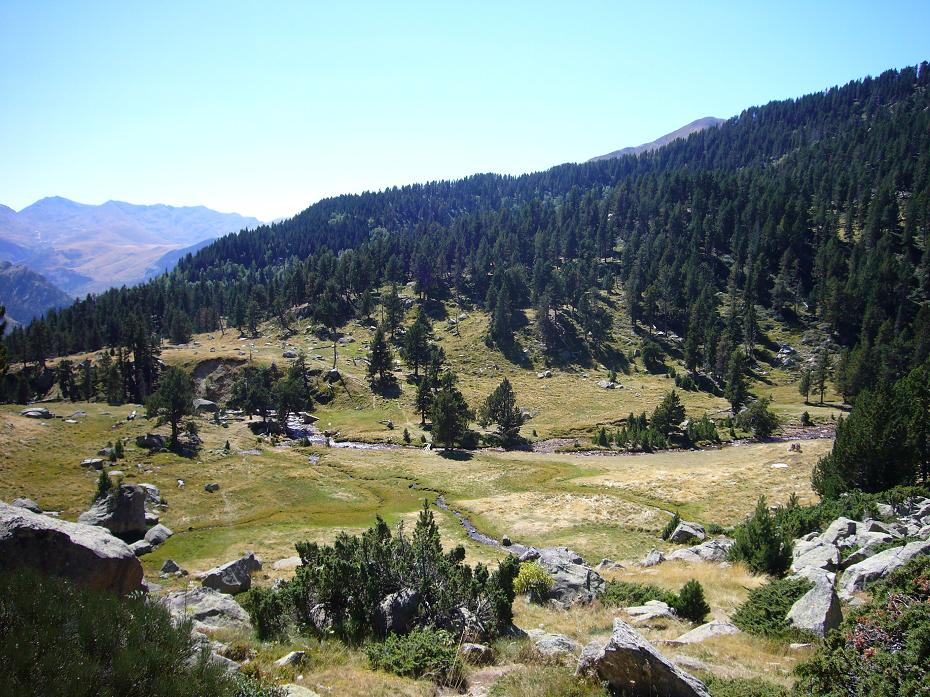
El Bony dels Roures es visible damunt el Pla de la Cabana

El cim, de 2.085,5 metres, es troba en la intersecció de tres Serrats: el de les Fonts que s'estén cap a l'oest-nord-oest, el del Cinyello que ho fa cap a l'est-nord-est i el dels Roures direcció sud-est. És a més el punt on es troben la septentrional Vall de Llubriqueto, la sud-occidental Vall de la Montanyeta i l'oriental Ribera de Caldes. S'hi accedeix des del Tou de les Olles de la Vall de Llubriqueto i des del pletiu dels Sarrons de la Vall de la Montanyeta.